# 安法乾
安法乾（1917年2月—2007年12月22日），河南省清丰县人，中华人民共和国政治人物。

## 生平

### 民国时期
1937年9月，在清丰县共同组织成立了抗日救国十人团。同年10月加入中国共产党，担任冀鲁豫抗日救国会负责人。1939年，历任中共边东县委组织部长、冀鲁豫边区抗日救国总会党团书记、中共清丰县委书记、直南特委民运部长。1940年至1943年，任冀南六县行政督察专员公署第一任抗日专员、冀鲁豫边区第一专署专员、边区工商局副监委、鲁西银行副监委兼中心区工商局长等职。1944年，在平原分局党校参加了地委以上干部的整风学习。1945年，任中共冀鲁豫分局办公室主任、二地委工委书记兼冀鲁豫军区第二军分区政治委员。第二次国共内战期间，担任冀鲁豫边区二地委工委书记、二地委战勤指挥部政治委员；地委副书记兼民运部长、二地委书记兼冀鲁豫边区第二军分区政委。

### 共和国时期
1953年至1955年，历任华北大区供销合作总社副主任、粮食局局长，中华人民共和国粮食部仓储局局长，1956年任粮食部党组成员、部长助理，1960年，任中华人民共和国粮食部副部长，文化大革命期间受到冲击，1967年下放五七干校，后任干校党委副书记、书记。1975年，起任中华人民共和国商业部副部长。1979年，任中华人民共和国粮食部副部长，1982年，任中华全国供销合作总社理事会副主任。1995年7月离休。2007年12月22日在北京逝世，享年90岁。